# 林志恩
林志恩（1973年2月27日—），韓國女演員。

## 演出作品

### 電視劇
- 2000年：SBS《寬恕》飾演 高珠熙
- 2001年：KBS《梅花戀歌》飾演 仁愛
- 2001年：MBC《每天在一起》飾演 柳善美
- 2002年：KBS《一起結婚吧》飾演 文汝京
- 2002年：MBC《黃金馬車（朝鲜语：황금마차 (드라마)）》飾演 黃柔靜
- 2002年：MBC《御史朴文秀（朝鲜语：어사 박문수）》飾演 李娟熙
- 2003年：SBS《興夫家的葫蘆開了（朝鲜语：흥부네 박터졌네）》飾演 朴美麗
- 2004年：MBC《英雄時代（朝鲜语：영웅시대 (2004년 드라마)）》飾演 金惠英
- 2004年：MBC《我隱藏的愛나의 숨은 사랑（朝鲜语：我隱藏的愛나의 숨은 사랑）》飾演 朴燦珠
- 2005年：MBC《金藥舖的女兒們（朝鲜语：김약국의 딸들 (드라마)）》飾演 金蓉彬
- 2005年：MBC《愛情餐歌》飾演 白素娜
- 2006年：MBC《可惡的女人們》飾演 金恩英
- 2008年：KBS《新，夫婦的誕生》飾演 恩貞
- 2008年：SBS《風的畫員》飾演 貞純王后
- 2008年：MBC《愛的謊言》飾演 洪娜卿
- 2010年：KBS《學習之神》飾演 李恩俞
- 2010年：SBS《三姐妹》飾演 姜美蘭
- 2010年：KBS《總統》飾演 吳在熙
- 2011年：KBS《Brain》飾演 洪恩淑
- 2012年：KBS《星星月亮摘給你》飾演 朴娜利
- 2012年：KBS《Big》飾演 姜熙秀
- 2013年：KBS《至誠感天》飾演 崔逸榮
- 2014年：MBC《心懷叵測的恢單女》飾演 王智賢
- 2014年：KBS《Drama Special－哭婢》飾演 桃花
- 2014年：KBS《王的面孔》飾演 懿仁王后
- 2014年：MBC《說出你的願望》飾演 趙明熙
- 2015年：KBS《記得你》飾演 玄志秀
- 2016年：KBS《我心中的花雨》飾演 千日蘭
- 2016年：SBS《你是禮物》飾演 孔乙淑
- 2019年：MBC《龍王保祐》飾演 馬在蘭
- 2019年：JTBC《花黨：朝鮮婚姻介紹所》飾演 林淨淑
- 2023年：KBS《孝心的家各自為生》飾演 梁希珠
- 2023年：U+Mobiletv《戀愛恐懼症》飾演 楊善愛

### 電影
- 1999年：《夏雨燈（朝鲜语：하우등）》
- 2000年：《迷失誘罪》飾演 京花
- 2002年：《復仇》飾演 柳的姊姊
- 2002年：《Family》
- 2007年：《好好的活著》（客串）
- 2008年：《女童軍（朝鲜语：걸스카우트 (영화)）》
- 2013年：《華頤：吞噬怪物的孩子》

## 獲獎
- 2002年：MBC演技大賞－新人獎
- 2010年：SBS演技大賞－連續劇部門 女配角獎

## 外部連結
- NAVER （页面存档备份，存于） 